# Telipogon maldonadoensis
Telipogon maldonadoensis là một loài thực vật có hoa trong họ Lan. Loài này được Dodson & R.Escobar miêu tả khoa học đầu tiên năm 1998.